# Draconarius spirallus
Draconarius spirallus är en spindelart som beskrevs av Xu och Li 2007. Draconarius spirallus ingår i släktet Draconarius och familjen mörkerspindlar. Inga underarter finns listade i Catalogue of Life.